# Lasiodora fallax
Lasiodora fallax é uma espécie de aranha pertencente à família Theraphosidae (tarântulas).